# Recep Uçar
Recep Uçar (Scutari, 22 settembre 1975) è un allenatore di calcio ed ex calciatore turco, di ruolo difensore, tecnico del Konyaspor.